# 綿向山麓の接触変質地帯

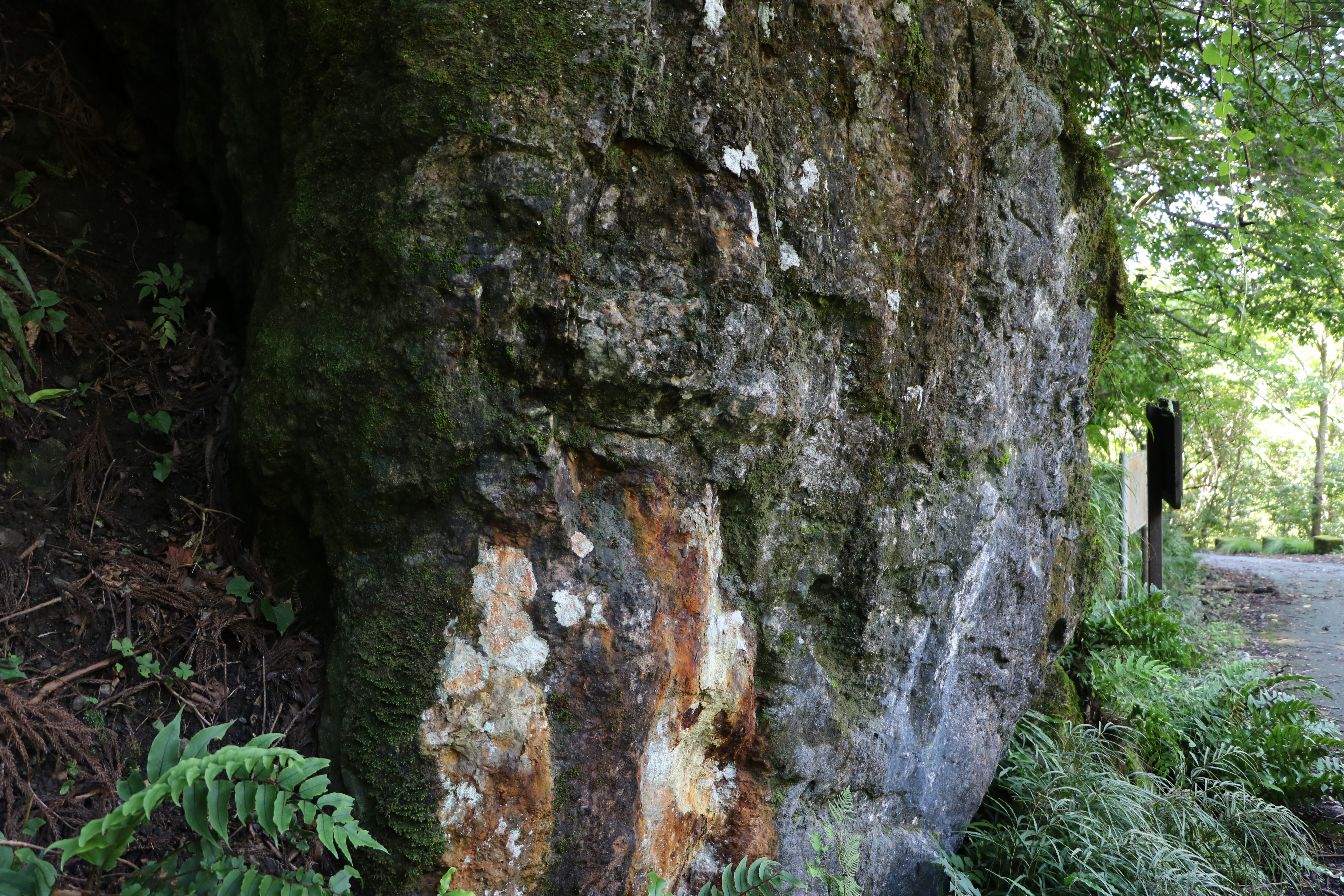
綿向山麓の接触変質地帯の露頭。2019年9月6日撮影

綿向山麓の接触変質地帯（わたむきさんろくのせっしょくへんしつちたい）は、滋賀県蒲生郡日野町北畑にある、国の天然記念物に指定された接触変成作用の影響を著しく受けた地域である。
指定名称に含まれる「接触変質地帯」とはマグマの貫入による加熱によって、元来あった岩石に起きる変成作用のひとつであるが、今日では「接触変成帯」と呼ぶことが多い。綿向山麓の接触変質地帯は接触変成帯としての典型的な鉱物が複数生成され、それに加え接触変成帯と花崗岩との境界部が明瞭に観察できる点においても貴重な露頭であり、1942年（昭和17年）9月19日に国の天然記念物に指定された。

## 解説

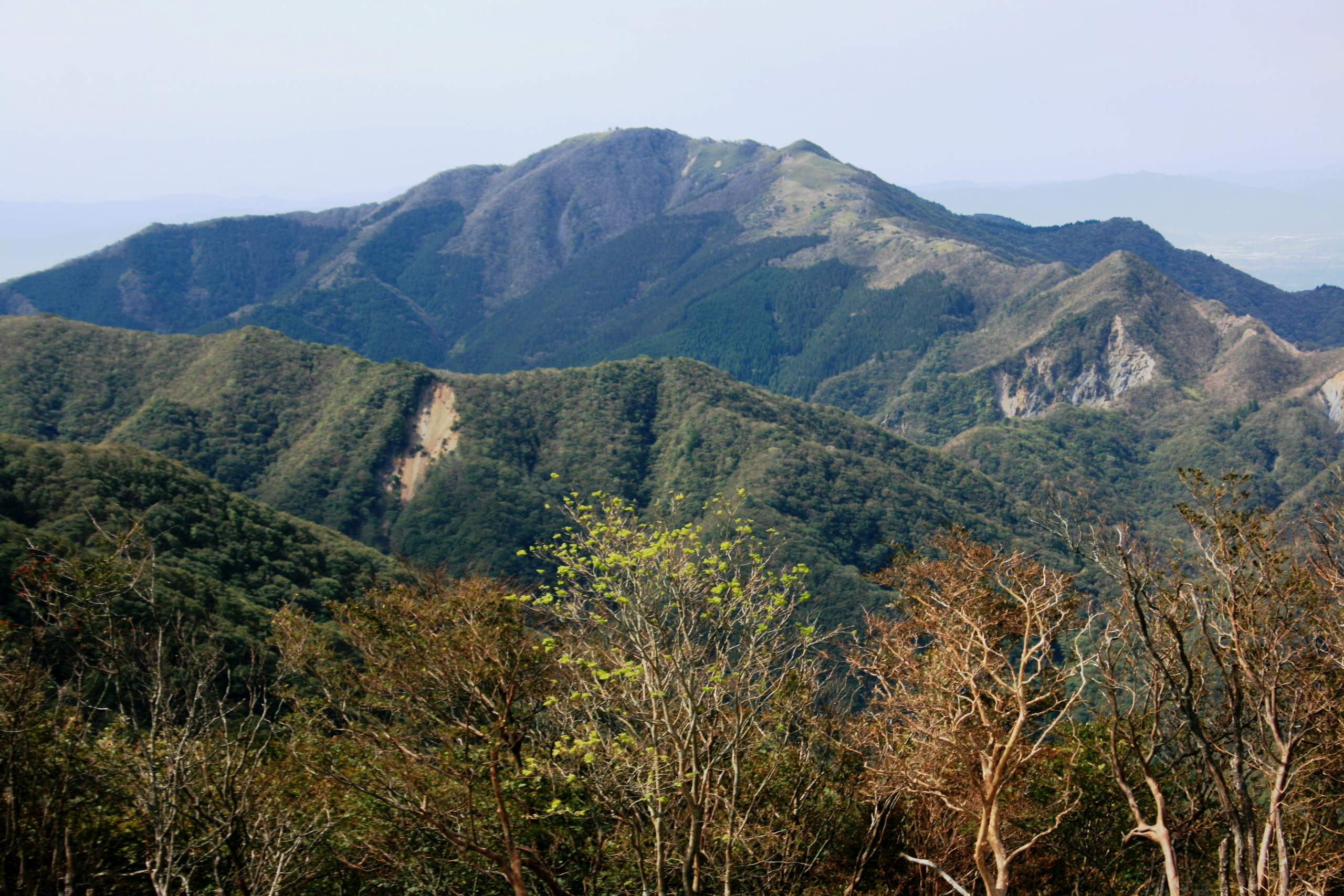
東側の杉峠付近から望む綿向山。

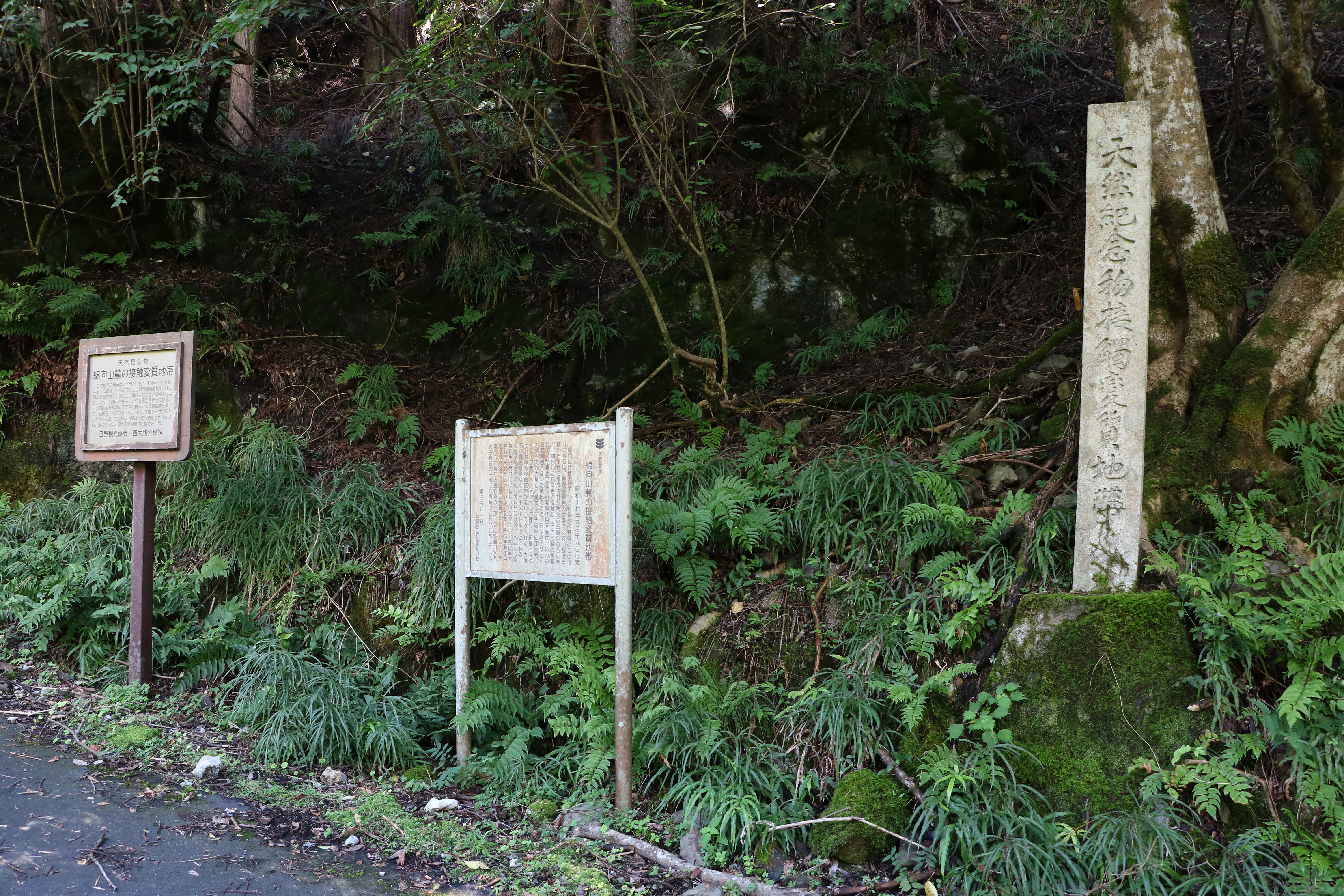
綿向山麓の接触変質地帯。天然記念物指定石碑と解説板。2019年9月6日撮影

綿向山は鈴鹿山脈南西部に位置し、冬季には山頂部付近で樹氷を見ることも出来る自然豊かな鈴鹿国定公園にある標高1,110mの山である。綿向山麓接触変質地帯として国の天然記念物に指定された露頭は山頂の西麓1.7 km付近にある。この場所は綿向山へ登る登山道のひとつである表参道コース登山口手前の標高約430メートル付近にあり、日野川支流の西明寺川上流、水木谷と呼ばれる沢の左岸沿いに通じる林道である北畑林道に面した山側に、天然記念物指定の石碑と接触変成作用の影響を受けた露頭がある。
綿向山の山体は古生代ペルム紀の地向斜堆積物から構成されており、砂岩や頁岩、輝緑凝灰岩、石灰岩、チャートなどの地層が随所に見られる。中生代白亜紀の終わりごろに、これらの地層を突き破るような激しいマグマの火山活動があり、地上に噴出したマグマによって多量の火砕流堆積物が残された。その一方で噴出しないまま地下で冷却固結したマグマは、その後の長い年月にわたる地表面の侵食によって地表に現れ、今日では花崗岩や花崗斑岩などの岩として見る事ができる。これら一連のマグマ貫入による熱の変成作用受けたものが接触変成帯であり、当該天然記念物に指定された一帯は、接触'変成'帯としての典型的な鉱物が多数生成されている。
指定地一帯の地質は石灰岩と粘板岩に花崗岩（マグマ）が貫入したもので、このうち石灰岩は変成作用によって大理石化しており、スカルン化作用を受けて生じた珪灰石が大量に含まれ、透輝石、ベスブ石、ざくろ石が形成されている。粘板岩のほうもホルンフェルス化して、黒雲母、菫青石が生じており、大理石層の厚さは10メートルに及んでいる。付近一帯の露頭は国指定天然記念物でありハンマー等で採掘することは法律で禁止されているが、指定地手前の林道から下の西明寺川へ下りると、上流部の変成帯から流れてきた礫が川原にあり、凝灰岩、ベスブ石、ざくろ石などが含まれるものがあって観察することが出来る。
また、綿向山の山中にはこれら花崗岩の貫入に伴い形成された接触交代鉱床（スカルン鉱床）が多数存在し、閃亜鉛鉱や硫砒鉄鉱、方鉛鉱、磁硫鉄鉱などが廃坑のズリから拾える。

## 交通アクセス
所在地
- 滋賀県蒲生郡日野町北畑[4]。

交通
- 近江鉄道本線日野駅下車。名神高速道路竜王インターチェンジ利用[4]。綿向山登山口御幸橋駐車場より天然記念物指定露頭まで徒歩約10分[8]。